# Rivière Bélinge
La rivière Bélinge est un cours d'eau qui traverse les territoires non organisés du Lac-Lenôtre et du Lac-Pythonga, dans la municipalité régionale de comté (MRC) de La Vallée-de-la-Gatineau, dans la région administrative de Outaouais, au Québec, au Canada.
La partie inférieure de la rivière est située dans la Réserve faunique La Vérendrye.
Depuis la deuxième moitié du XIXe siècle, la foresterie a été l'activité économique prédominante du secteur.

## Géographie

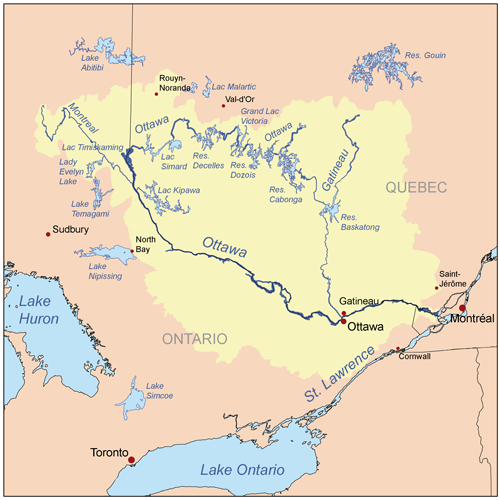
Bassin hydrographique de la rivière des Outaouais.

Les bassins versants voisins de la rivière Bélinge sont :
- côté nord : ruisseau du Lézard, rivière Wahoo, réservoir Cabonga, ruisseau du Nègre, rivière des Outaouais ;
- côté est : ruisseau Joliette, rivière des Outaouais ;
- côté sud : ruisseau Lessard, rivière Gens de Terre, rivière Wapus ;
- côté ouest :.

Le lac des Augustines (altitude : 404 m ; long de 9,8 km dans le sens est-ouest ; large de 8,2 km dans le sens nord-sud) et le lac O'Sullivan (altitude : 399 m ; long de 14,3 km) constituent les principaux plans d'eau de tête de la rivière Bélinge. Dans son parcours, la rivière traverse les lacs Roy, Stramond, Clatouche, O'Sullivan, Moon, Désy et Barkus.
La rivière coule vers l'ouest et se déverse sur la rive nord-est du lac Saint-Amour (long de 14,3 km, dans le sens nord-sud ; altitude : 341 m). Ce lac qui est situé à l'est du réservoir Cabonga (altitude : 363 m), et comporte le barrage Travers à son embouchure située au sud-est. Ce lac se déverse vers l'est dans la rivière Gens de Terre laquelle coule vers l'est jusqu'au réservoir Baskatong.

## Toponymie
Le terme Bélinge constitue un patronyme de famille d'origine française.
Le toponyme Rivière Bélinge a été officialisé le 5 décembre 1968 à la Banque des noms de lieux de la Commission de toponymie du Québec.